# Aphelandra
Aphelandra är ett släkte av akantusväxter. Aphelandra ingår i familjen akantusväxter.

## Bildgalleri

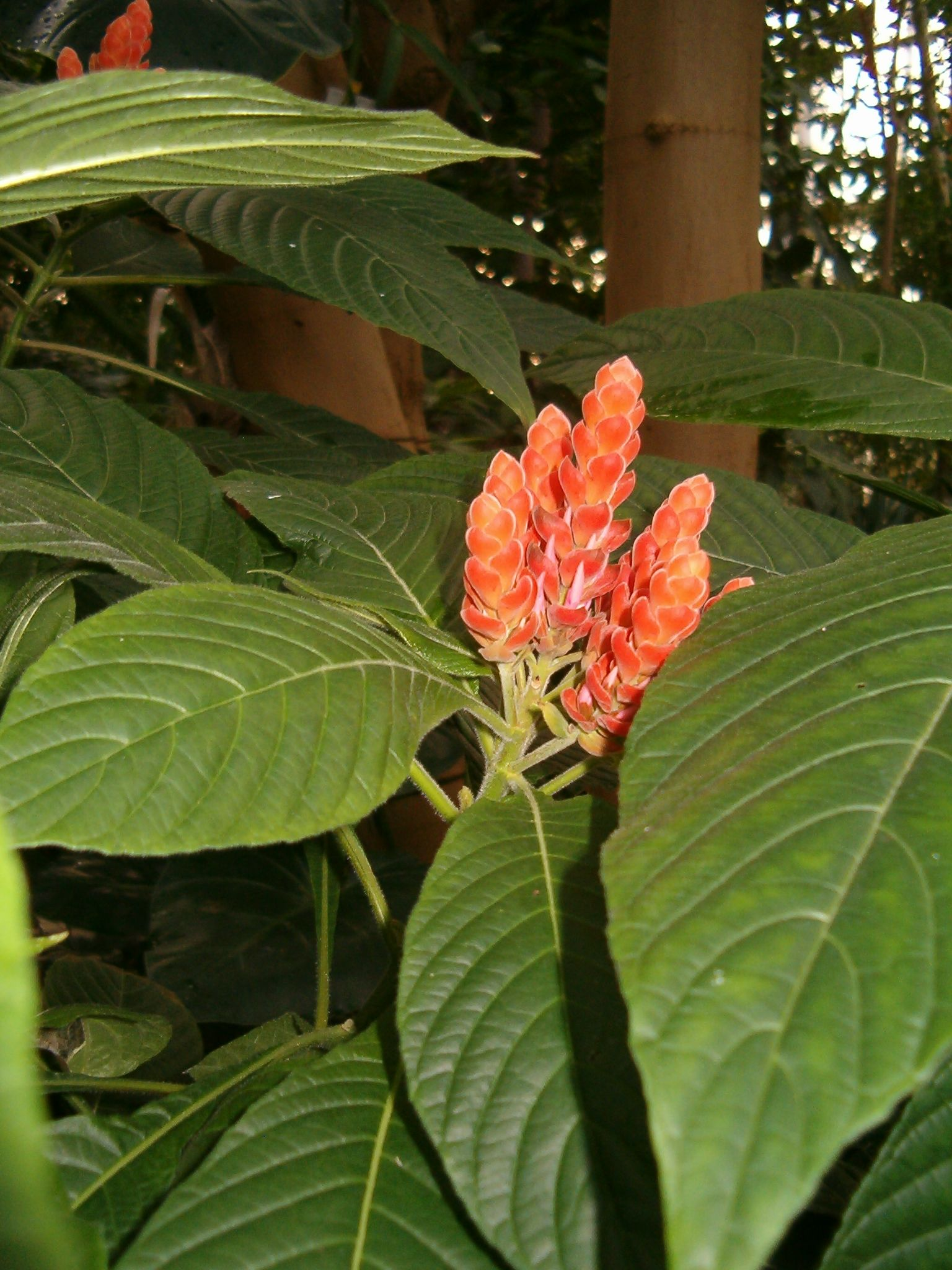

## Dottertaxa tillAphelandra, i alfabetisk ordning[1]
- Aphelandra acanthifolia
- Aphelandra acanthus
- Aphelandra acrensis
- Aphelandra albert-smithii
- Aphelandra albinotata
- Aphelandra alexandri
- Aphelandra ameleta
- Aphelandra anderssonii
- Aphelandra antioquiensis
- Aphelandra arisema
- Aphelandra aristei
- Aphelandra arnoldii
- Aphelandra attenuata
- Aphelandra aurantiaca
- Aphelandra azuayensis
- Aphelandra bahiensis
- Aphelandra barkleyi
- Aphelandra benoistii
- Aphelandra blanchetiana
- Aphelandra blandii
- Aphelandra botanodes
- Aphelandra boyacensis
- Aphelandra bradeana
- Aphelandra campanensis
- Aphelandra campii
- Aphelandra caput-medusae
- Aphelandra castaneifolia
- Aphelandra chamissoniana
- Aphelandra chaponensis
- Aphelandra chrysantha
- Aphelandra cinnabarina
- Aphelandra cirsioides
- Aphelandra claussenii
- Aphelandra colombiensis
- Aphelandra colorata
- Aphelandra conformis
- Aphelandra crenata
- Aphelandra crispata
- Aphelandra cuatrecasasii
- Aphelandra cuscoensis
- Aphelandra darienensis
- Aphelandra dasyantha
- Aphelandra decorata
- Aphelandra diachyla
- Aphelandra dielsii
- Aphelandra diffusa
- Aphelandra dodsonii
- Aphelandra dolichantha
- Aphelandra dunlapiana
- Aphelandra encarnacionii
- Aphelandra espirito-santensis
- Aphelandra euopla
- Aphelandra eurystoma
- Aphelandra fasciculata
- Aphelandra fernandezii
- Aphelandra ferreyrae
- Aphelandra flava
- Aphelandra formosa
- Aphelandra galba
- Aphelandra garciae
- Aphelandra gigantea
- Aphelandra glabrata
- Aphelandra golfodulcensis
- Aphelandra goodspeedii
- Aphelandra gracilis
- Aphelandra grandis
- Aphelandra grangeri
- Aphelandra grazielae
- Aphelandra guayasii
- Aphelandra guerrerensis
- Aphelandra gunnarii
- Aphelandra hapala
- Aphelandra harleyi
- Aphelandra harlingii
- Aphelandra hartwegiana
- Aphelandra haughtii
- Aphelandra heydeana
- Aphelandra hieronymi
- Aphelandra hintonii
- Aphelandra hirta
- Aphelandra hodgei
- Aphelandra huilensis
- Aphelandra hylaea
- Aphelandra hymenobracteata
- Aphelandra ignea
- Aphelandra impressa
- Aphelandra inaequalis
- Aphelandra jacobinioides
- Aphelandra juninensis
- Aphelandra kingii
- Aphelandra kolobantha
- Aphelandra kuna
- Aphelandra lamprantha
- Aphelandra lasia
- Aphelandra lasiophylla
- Aphelandra latibracteata
- Aphelandra lawranceae
- Aphelandra laxa
- Aphelandra leonardii
- Aphelandra liboniana
- Aphelandra lilacina
- Aphelandra limbatifolia
- Aphelandra lineariloba
- Aphelandra lingua-bovis
- Aphelandra longibracteolata
- Aphelandra longiflora
- Aphelandra loxensis
- Aphelandra luyensis
- Aphelandra lyrata
- Aphelandra macrophylla
- Aphelandra macrosiphon
- Aphelandra macrostachya
- Aphelandra maculata
- Aphelandra madrensis
- Aphelandra margaritae
- Aphelandra marginata
- Aphelandra martiusii
- Aphelandra maximiliana
- Aphelandra micans
- Aphelandra mildbraediana
- Aphelandra modesta
- Aphelandra molinae
- Aphelandra mollis
- Aphelandra mollissima
- Aphelandra montis-scalaris
- Aphelandra mucronata
- Aphelandra neesiana
- Aphelandra neillii
- Aphelandra nemoralis
- Aphelandra nitida
- Aphelandra nuda
- Aphelandra obtusa
- Aphelandra obtusifolia
- Aphelandra ornata
- Aphelandra panamensis
- Aphelandra parviflora
- Aphelandra parvispica
- Aphelandra paulensis
- Aphelandra pepe-parodii
- Aphelandra peruviana
- Aphelandra phaina
- Aphelandra pharangophila
- Aphelandra phlogea
- Aphelandra phrynioides
- Aphelandra pilosa
- Aphelandra pinarotricha
- Aphelandra porphyrocarpa
- Aphelandra porphyrolepis
- Aphelandra prismatica
- Aphelandra pulcherrima
- Aphelandra quadrifaria
- Aphelandra quadrigona
- Aphelandra reticulata
- Aphelandra rigida
- Aphelandra rosulata
- Aphelandra rubra
- Aphelandra runcinata
- Aphelandra rusbyi
- Aphelandra scabra
- Aphelandra schiedeana
- Aphelandra schieferae
- Aphelandra schottiana
- Aphelandra scolnikae
- Aphelandra seibertii
- Aphelandra sericantha
- Aphelandra silvicola
- Aphelandra sinclairiana
- Aphelandra speciosa
- Aphelandra squarrosa
- Aphelandra stephanophysa
- Aphelandra steyermarkii
- Aphelandra storkii
- Aphelandra straminea
- Aphelandra sulphurea
- Aphelandra superba
- Aphelandra taborensis
- Aphelandra terryae
- Aphelandra tetragona
- Aphelandra tetroicia
- Aphelandra tillettii
- Aphelandra tomentosa
- Aphelandra tonduzii
- Aphelandra trianae
- Aphelandra tridentata
- Aphelandra tumbecensis
- Aphelandra variegata
- Aphelandra wasshausenii
- Aphelandra weberbaueri
- Aphelandra wendtii
- Aphelandra verrugensis
- Aphelandra verticillata
- Aphelandra villonacensis
- Aphelandra viscosa
- Aphelandra wurdackii
- Aphelandra xanthantha
- Aphelandra zamorensis